# Aleatorická hudba
Pojem aleatorní hudba (latinské alea je hrací kostka) označuje v hudební kompozici styl, který se objevil v 50. letech 20. století. Určujícím znakem aleatorní hudby je, že určitá část kompozice je ponechána náhodě. Nikoli však naprosté náhodě, podmínky náhodných jevů jsou vždy pevně definovány.
Vůdčí osobností tohoto přístupu byl Witold Lutosławski (1913–1994).
Termín aleatorika je původně matematický a do hudby ho zavedl Werner Meyer-Eppler (1913–1960) v roce 1954. Označil jím „akustické průběhy, které jsou rámcově určeny, ale v detailu podléhají náhodě“. Alea znamená latinsky hrací kostka – tím je i vymezen rozsah náhody. Není to tedy jakákoliv nahodilost, ale přeskupování daných prvků, které (obvykle) není možno nahrazovat jinými. Aleatorika představovala významný posun v evropském hudebním myšlení a její prvky pevně zakotvily v hudební praxi.
Takzvaná aleatorní hudba je evropskou odpovědí na kompoziční metody amerického skladatele Johna Cage (1912–1992), který po roce 1952 používal náhodných operací a postupů vedoucích k hudebnímu indeterminismu. Použití náhody v kompozici má v Evropě poměrně dlouhou historii.
Aleatorika se nejčastěji objevuje v podobě zvukově-barevných ploch, které jsou vkládány do pevně určené hudební skladby. Jsou vytvářeny z nějak stanovených elementů, které se mohou kombinovat libovolně. V praxi to většinou znamená opakování nějakých přesněji nebo volněji určených modelů, které zaznívají současně, ale rytmicky nezávisle na sobě.

## Představitelé
- Witold Lutosławski;
- tzv. polská škola 60. let, téměř všichni představitelé; Krzystof Penderecki, Kazimierz Serocki, Boguslaw Schaeffer, Henryk Mikołaj Górecki, Wojciech Kilar, Tomasz Sikorski, Zbigniew Rudzinski, Witold Szalonek aj.;
- poněkud jiné pojetí aleatoriky: Pierre Boulez, poprvé v Jeux vénitiens (Benátské hry, 1961), III. klavírní sonáta; Karlheinz Stockhausen (Klavierstück XI);
- Luciano Berio, Sylvano Bussotti, Roman Haubenstock-Ramati, Mauricio Kagel, Bronius Kutavičius, Dieter Schnebel;
- příležitostně se vyskytují aleatorní plochy i u Iannise Xenakise, který však razil pojem „stochastická hudba“ a preferoval detailní vypracování zvukově složitých ploch.[1]

## Čeští autoři
Českým představitelem aleatorické hudby je Jan Tausinger, autor baletu Noc, Hukvaldský nonet (1974) či písně Duetti compatibili (Nulový bod) pro soprán a violu (1971).